# T42
För den svenska motortorpedbåten med samma beteckning, se HMS Skanör (V01).
T42 (före 1964 T5) är den svenska litteran för ett dieselelektriskt lok producerat av General Motors för att visas upp på den europeiska marknaden. Loket tillverkades av GM-ägda Electro-Motive Diesel, EMD, och hade hos dem beteckningen EMD G12. Loket tillverkades under 1950- och 1960-talen.

## Bilder

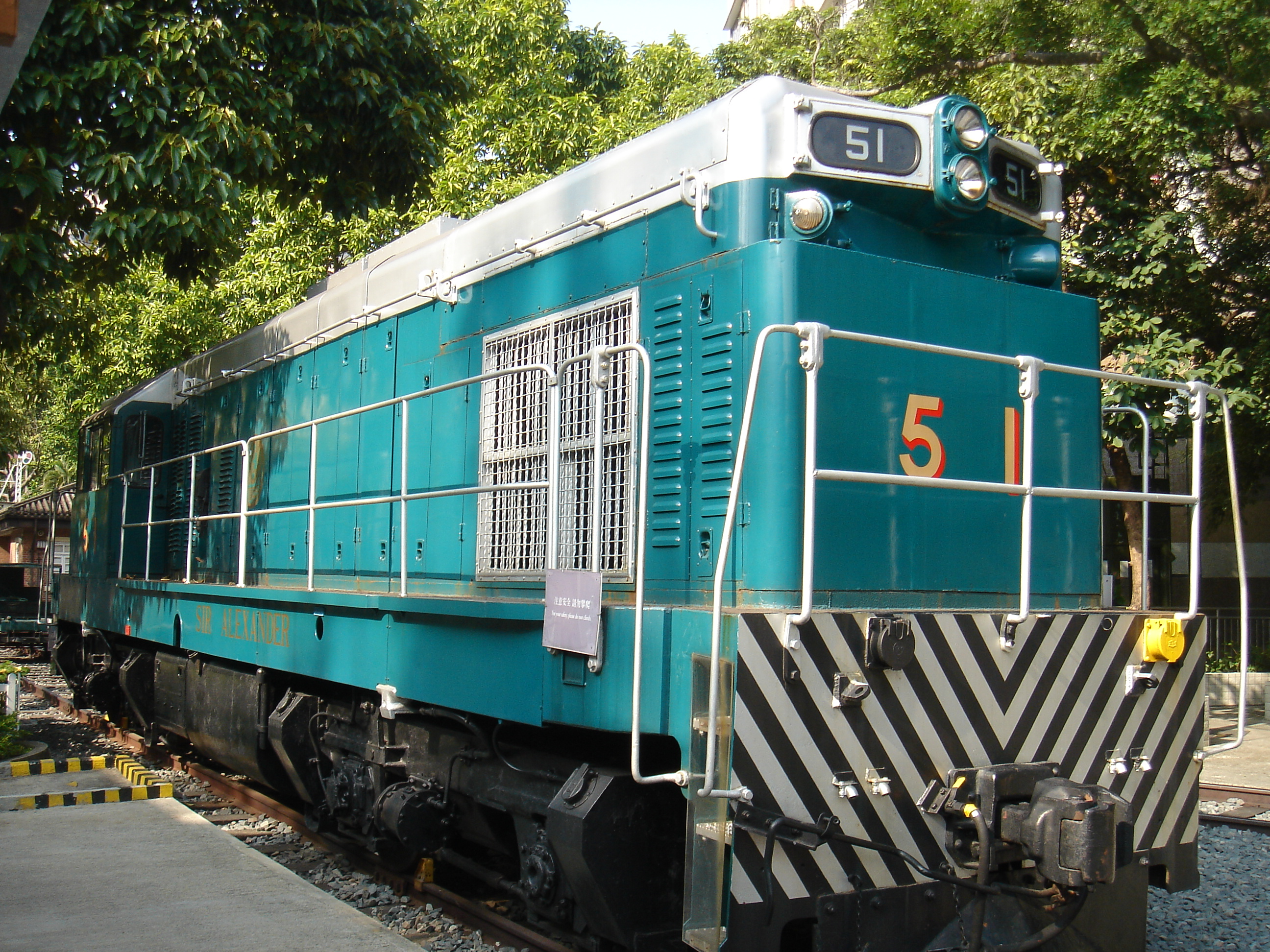
Kowloon-Canton Railway 51, en G12 byggd hos Clyde Engineering (serienummer 55-59 av 1955), fotograferad i Hongkongs järnvägsmuseum, november 2005.
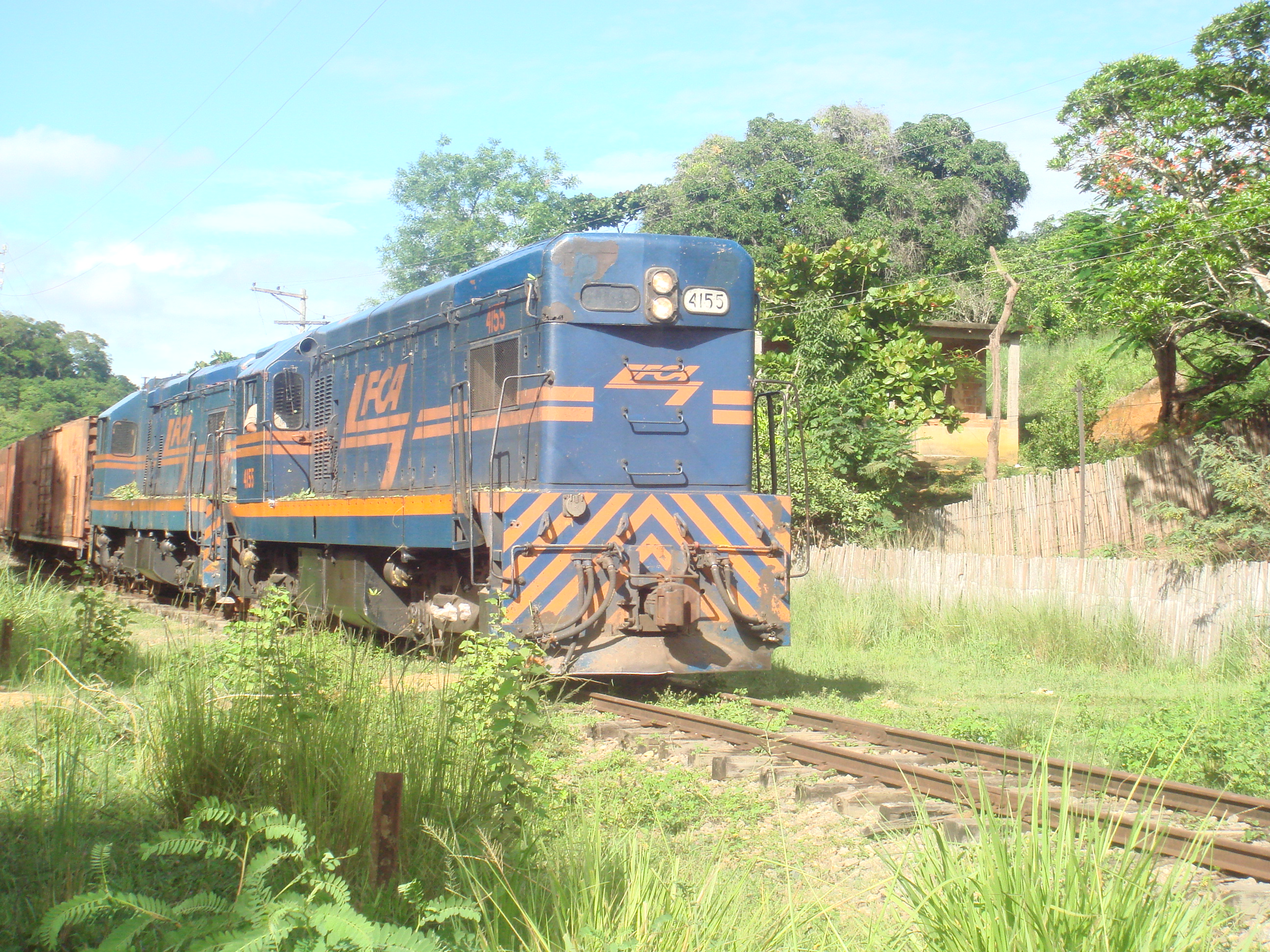
EMG 12-lok i Rio de Janeiro, Brasilien.
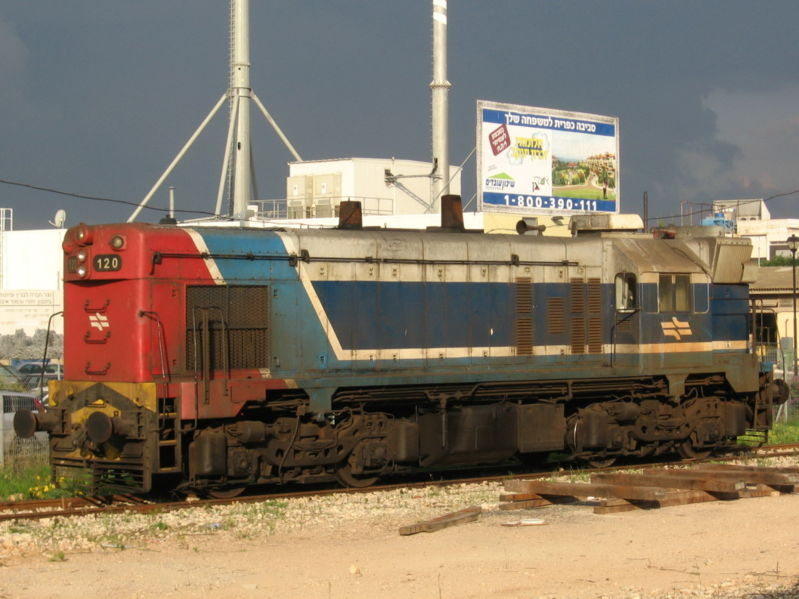
Israeliska järnvägens lok 120 är ett EMG 12.
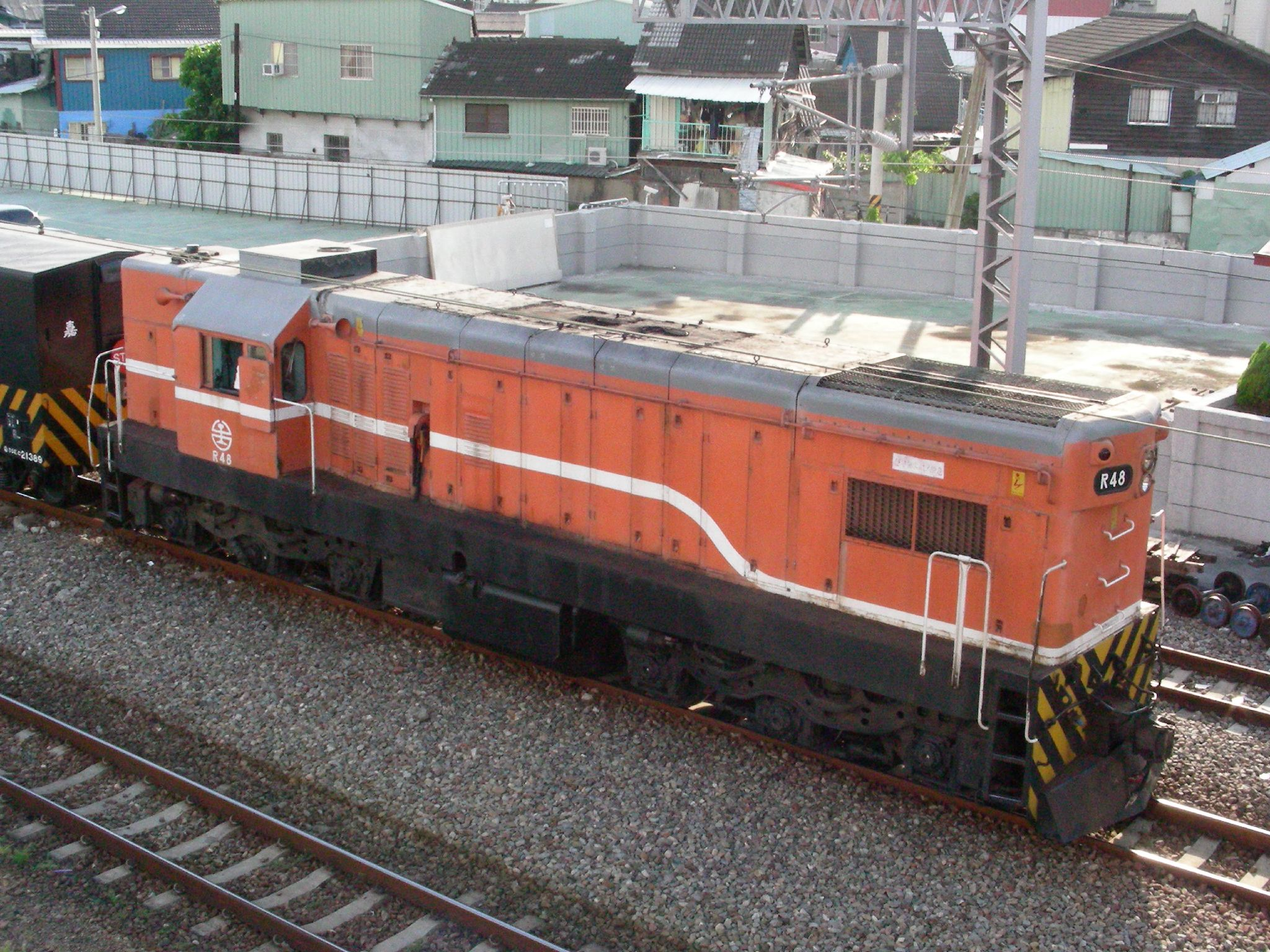
Taiwan Railways lokomotiv R48 är en EMD G12.